# Barugh (Great and Little)
Barugh (Great and Little) – civil parish w Anglii, w North Yorkshire, w dystrykcie (unitary authority) North Yorkshire. W 2011 civil parish liczyła 189 mieszkańców.